# Oioceros
Oioceros — вимерлий рід спіральнорогих антилоп пізнього міоцену. Його скам'янілості були знайдені в Греції, Китаї Ірані та Африці. Вперше він був відкритий Вагнером у 1857 році та містить дев’ять видів: O. rothii, O. atropatenes, O. jiulongkouensis, O. noverca, O. robustus, O. stenocephalus, O. lishanensis, O. wegneri, O. tanyceras. Попередні види включають O. grangeri (Pilgrim, 1934), тепер визнаний як рід Sinomegoceros, і O. xiejiaensis (Li and Qui; 1980), тепер визнаний як рід Sinopalaeoceros.
Oioceros чимось нагадував газель.